# Кумалак (камешки)
Кумалак (каз. құмалақ тарту) — круглые камешки, бобы или катышки для гадания у казахов (41 штука). Камешки раскладывают по определённым правилам на белой ткани или белой кошме в три параллельные линии. Гадающий на кумалаках называется кумалакчи (кумалакшы), он сочетает в себе знахарство, шаманство и ясновидение. На основании сочетаний камешков кумалакчи рассказывает о результатах гадания.
Метод гадания использовался в течение сотен лет в районе современного Казахстана, Кыргызстана, Монголии и Сибири тюркскими народами, такими как казахи, киргизы и татары.
Подобно другим формам гадания, таким как Таро или чтение рун, кумалак практикуется шаманами, которые стремятся соединиться со своими тюркскими предками в духовном царстве. Духовный учитель обучает и наставляет шамана в течение многих лет, прежде чем ритуал инициации будет завершен. Жители деревни часто консультируются с такими шаманами в поисках совета относительно своего будущего. Казахи считают кумалак духовным инструментом, который открывает духовные врата для связи со своими предками. Подобные связи можно увидеть и в других шаманских культурах.
Чтобы понять варианты кумалака, 41 высушенный овечий помет («qırıq bir qumalaq»), бобы или камни кладут на ткань на землю, а затем прикасаются один за другим ко лбу читателя (человека, который гадает). Говорят, что это открывает третий глаз, разрешая второе зрение и интуитивное восприятие. После этого заклинания повторяются до тех пор, пока дух не прыгнет в земное царство, чтобы открыть ответы и соответствующим образом передвинуть бусины.
Затем камни делят на три кучи. Из каждой кучки удаляют по четыре камешка за раз, пока не останется 1–4 камешка, и кладут их на сетку из девяти квадратов (напоминающую доску для игры в крестики-нолики). Затем кучи разделяются и пересортировываются, в результате чего в каждом квадрате получается от 1 до 4 камней, соответствующих одному из четырёх элементов природы: 1 к огню, 2 к воде, 3 к ветру и 4 к земле. Квадраты также разграничены строками и столбцами, представляющими части тела, прошлое/настоящее/будущее, голову и сердце, расстояние и психическое состояние. Говорят, что обученные читатели кумалака могут видеть, как бусины на самом деле движутся так, как не видно нетренированному глазу.